# František Procházka
František Procházka (n. 25 ianuarie 1962, Brno, Cehoslovacia – d. 27 aprilie 2012, Litvínov, Ústí nad Labem, Cehia) a fost un jucător de hochei pe gheață ce a reprezentat Cehoslovacia, medaliat olimpic. A participat la o ediție a Jocurilor Olimpice (1992) în care a câștigat o medalie de bronz.

## Participări
Lista de mai jos prezintă principalele competiții la care a participat František Procházka de-a lungul carierei.
- hockey sur glace aux Jeux olympiques de 1992[*]